# Шостак, Фёдор Петрович
Фёдор Петрович Шостак (16 февраля 1922, Масковцы, Барышевский район — 29 октября 1988, Масковцы, Киевская область) — старший разведчик батареи 373-го артиллерийского полка ефрейтор — на момент представления к награждению орденом Славы 1-й степени.

## Биография
Родился 16 февраля 1922 года в селе Масковцы, Барышевского района Киевской области Украины,. Украинец. Окончил 4 класса. С апреля 1934 года работал в колхозе имени Коминтерна в своем селе.
В июле 1941 года был призван в Красную Армию Барышевским райвоенкоматом. Был направлен в 17-й Краснознаменный пограничный полк войск НКВД СССР. В составе полка нес охрану тылов Брянского фронта.
С октября 1942 года воевал в составе 373-го артиллерийского полка 175-й стрелковой дивизии. Был ездовым, затем разведчиком-наблюдателем. В составе этой части прошел до конца войны. Член ВКП/КПСС с 1943 года. За мужество и отвагу, проявлены в наступательных боях летом-осенью 1943 года, получил первую боевую награду — медаль «За боевые заслуги».
25 декабря 1943 года в районе железнодорожной станции Шацилки ефрейтор Шостак с бойцами управления батареи отразил атаку противников, прорвашихся на командный пункт батареи. Лично поднял бойцов в контратаку, лично убил несколько противников.
Приказом по частям 175-й стрелковой дивизии от 1 февраля 1944 года ефрейтор Шостак Фёдор Петрович награждён орденом Славы 3-й степени.
15 января 1945 года, при прорыве обороны противника ефрейтор Шостак, находясь в передней, выявил 7 целей в обороне противника, которые были подавлены огнём батареи. 16 января в числе первых преодолел реку Висла и корректировал огонь батареи. Артиллерийским огнём были поражены вражеский наблюдательный пункт, батарея 105-мм орудий, 2 штурмовых орудия, свыше 10 противников.
Приказом по войскам 47-й армии от 4 апреля 1945 года ефрейтор Шостак Фёдор Петрович награждён орденом Славы 3-й степени.
14 апреля 1945 года в боях в 40 км восточнее города Берлин ефрейтор Шостак обнаружил 2 75-мм орудия, зенитную установку, 6 пулеметов противника и определил их координаты. Все цели были уничтожены нашей артиллерией. 16 апреля в бою уничтожил 5 противников и трех пленил. Был представлен к награждению орденом Славы 1-й степени.

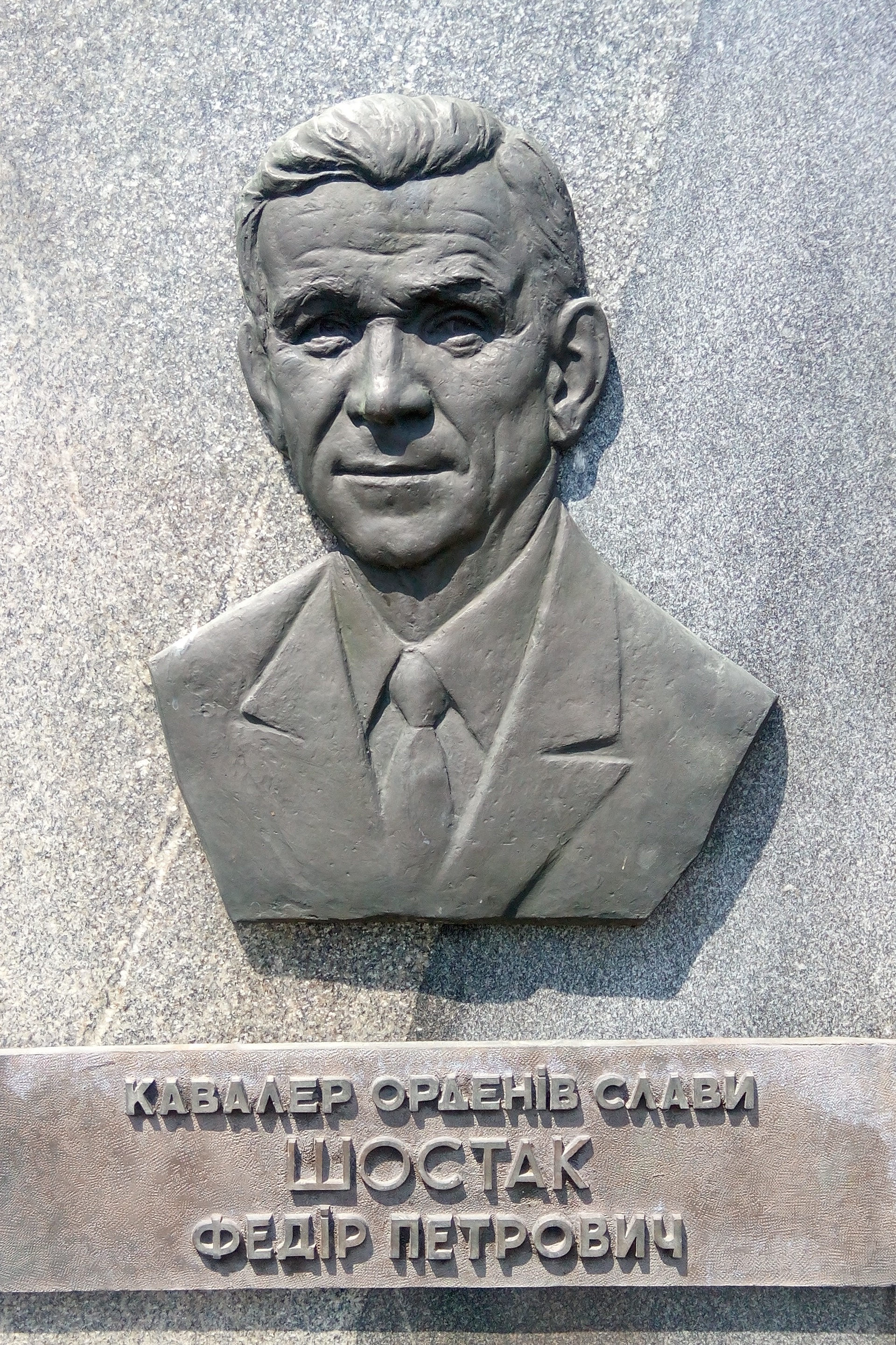
Барельеф Фёдору Шостаку на Аллее Героев в Барышевке

В одном из следующих боев в апреле 1945 года был ранен. День Победы встретил в госпитале в городе Лодзь. С июня 1945 года продолжал службу в Группе советских оккупационных войск в Германии, командиром отделения в 94-м отдельном батальоне охраны складов.
Указом Президиума Верховного Совета СССР от 15 мая 1946 года ефрейтор Шостак Фёдор Петрович награждён орденом Славы 1-й степени. Стал полным кавалером ордена Славы.
В декабре 1946 года старшина Шостак был демобилизован.
Вернулся на родное село. Работал в колхозе имени Коминтерна бригадиром полеводческой бригады, заведующим складом. С 1982 году на пенсии. Жил в Масковцы. Скончался 29 октября 1998 года.

## Награды
Награждён орденами Отечественной войны 1-й степени, Славы 1-й, 2-й и 3-й степеней, медалями, в том числе «За боевые заслуги».